# Plana lacustre

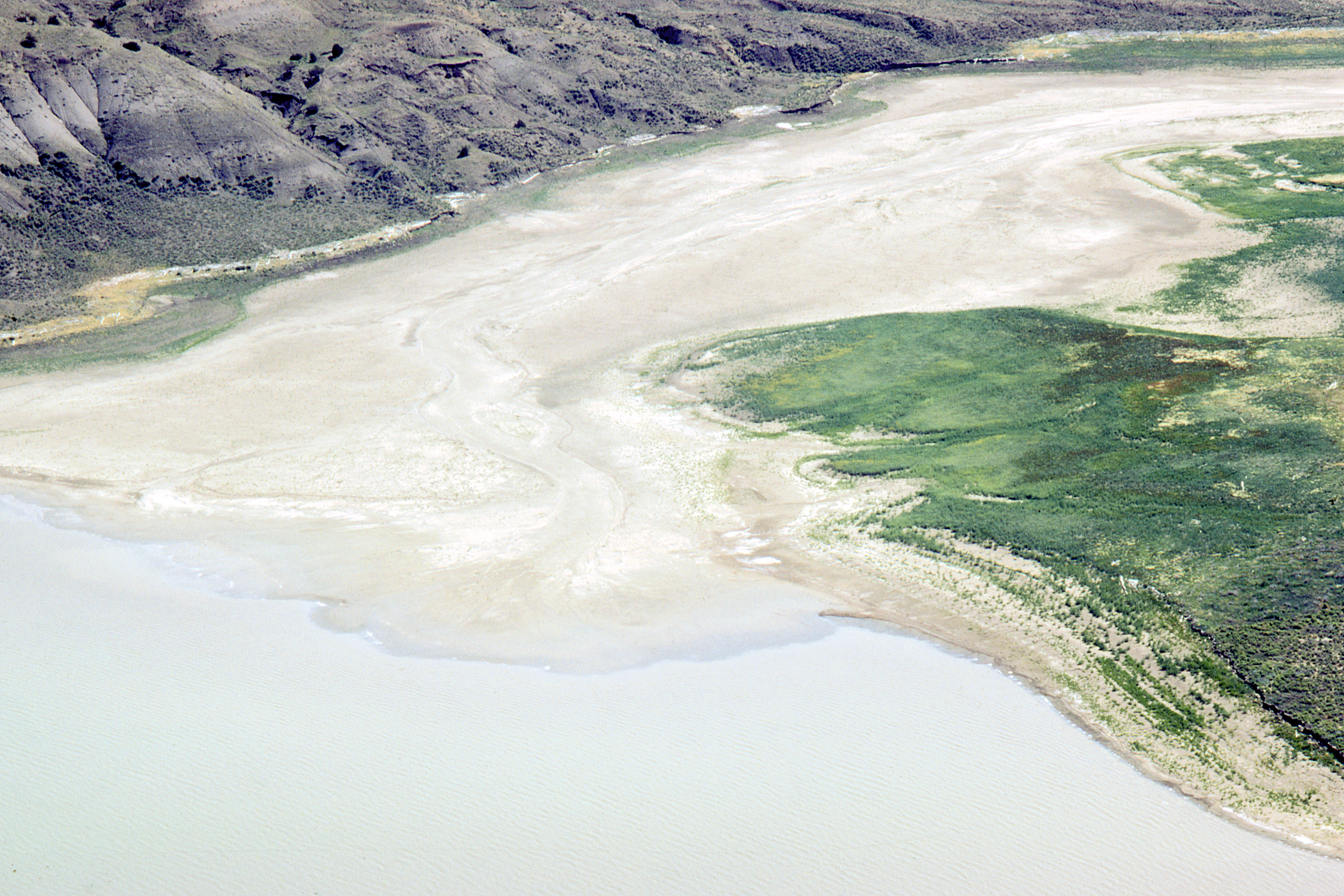
Dipòsits de sediments a Garfield County (Montana, EUA).

Una plana lacustre o plana llac és una plana formada a causa de l'existència passada d'un llac i l'acumulació de sediments que l'acompanya. Les planes lacustres es poden formar mitjançant un dels tres mecanismes principals: drenatge glacial, elevació diferencial i creació i drenatge de llacs interiors. Poden tenir diversos usos segons on i com es formen.
Amb el pas del temps, a les regions on antigament va existir un llac, a mesura que l'aigua s'evapora o s'evapora del llac, els sediments dipositats queden enrere, donant lloc a una plana plana on abans va existir el llac. El sòl de la plana pot constituir terres de cultiu fèrtils i productives per l'acumulació prèvia de sediments lacustres; en altres casos, pot esdevenir un aiguamoll o un desert.